# Villemaréchal
Villemaréchal es una comuna nueva francesa situada en el departamento de Sena y Marne, de la región de Isla de Francia.

## Historia
El 1 de enero de 2019 pasó a ser una comuna nueva al absorber la comuna de Saint-Ange-le-Viel.

## Demografía
Según los datos aportados en la resolución del prefecto de Sena y Marne, la comuna nueva se crea con 1115 habitantes.

## Composición
| Comuna fusionada   | Código INSEE | Población (2016) | Superficie (km²) | Densidad (hab./km²) |
| ------------------ | ------------ | ---------------- | ---------------- | ------------------- |
| Saint-Ange-le-Viel | 77399        | 235              | 3.23             | 73                  |
| Villemaréchal      | 77504        | 875              | 14.23            | 61.48               |